# Guillermo Rodríguez González
Guillermo Javier Rodríguez González (nacido el 7 de febrero de 1960) es un arquero adaptativo de España. Ganó una medalla de oro en el Campeonato de España de Tiro con Arco para Discapacitados Físicos en 2010. González representó a España en los Juegos Paralímpicos de 2012 y en los Campeonatos del Mundo de IPC de 2013. Dispara tanto el arco recurvo como el compuesto. Terminó recién salido de las medallas en los Juegos Paralímpicos de Londres.

## Personal
Guillermo nació el 7 de febrero de 1960 en Narón, La Coruña. Es de Galicia, y apodado Willy. Perdió el uso parcial de sus piernas luego de un accidente de tráfico.

## Tiro con arco
Rodríguez comenzó a practicar este deporte en 2005, es un arquero clasificado por ARST, y es miembro de dos clubes de tiro con arco, ADM Ferrol y Arco Ferrol.
En 2010, Rodríguez compitió en el Campeonato de España de Tiro con Arco para Discapacitados Físicos, donde obtuvo una medalla de oro en la prueba de recurvo masculino. En agosto de 2010, participó en Vichy, Francia fue sede de los campeonatos europeos de tiro con arco adaptativo, donde terminó quinto después de perder 5-4 ante el arquero británico John Stubbs en las semifinales.
La competición de clasificación de Londres se celebró en agosto de 2011 en Londres en Stoke Mandeville, con Rodríguez compitiendo para intentar que España sea uno de los veinte deportes de clasificación que se ofrecen. No hubo financiación para él y otros arqueros españoles para competir en el evento organizado en Londres porque la Federación Española de personas con Discapacitad Física se negó a priorizar el deporte después de las malas actuaciones de los arqueros españoles en los anteriores campeonatos del mundo celebrados en Turín. En cambio, la financiación para asistir provino de las federaciones deportivas regionales. El 9.º Desafío de Tiro con Arco Toralín Ponferrada se llevó a cabo en diciembre de 2011. Fue un evento de tiro bajo techo, con arqueros adaptables compitiendo contra arqueros sanos. Rodríguez terminó tercero en el evento compuesto masculino senior. España tuvo una competencia de clasificación para determinar quién representaría al país en los Juegos de 2012. Al participar en el evento clasificatorio de marzo de 2012, obtuvo puntuaciones de 680 y 681.
En junio de 2012 se celebró la 21.ª edición del Trofeo Sílex de tiro con arco. En representación del club de tiro con arco de Ferrol, finalizó primero en la prueba de arco compuesto masculino senior. El Club Arquero Chiclana organizó el Campeonato Nacional de España de 2012 en junio de 2012. Allí, Rodríguez terminó primero en la prueba compuesta abierta masculina.
Dirigido por la entrenadora de la selección nacional Irene Cuesta, Rodríguez compitió en tiro con arco en los Juegos Paralímpicos de 2012, terminando cuarto en el evento de arco compuesto. Después de clasificar para las semifinales, tuvo que enfrentarse al estadounidense Matt Stutzman. El calor londinense provocó problemas con el arco de Rodríguez, lo que provocó que los tiros salieran "ocho por la izquierda". Al perder el partido, se encontró con el arquero turco Hanci Dogar en el partido por la medalla de bronce que perdió. Rodríguez culpó de no ganar una medalla al clima y la temperatura que afectaron su arco de aluminio. Su cuarto puesto fue el mejor de todos los arqueros españoles en los Juegos Paralímpicos de 2012. Posteriormente, a su regreso de Londres, fue felicitado por el alcalde de Ferrol, José Manuel Rey, y la concejala de Deportes, Susana Martínez Galdós, en un acto en el Ayuntamiento de Ferrol.
El X Reto de Tiro con Arco Toralín y el III Trofeo Botillo se llevaron a cabo en noviembre de 2012, con la participación de Rodríguez. Tras la fusión de las federaciones españolas de tiro con arco para arqueros con discapacidad y sin él, se celebró un campeonato nacional combinado en febrero de 2013. Rodríguez fue uno de los diez arqueros con discapacidad que participaron. Una puntuación de 571 puntos en el arco compuesto individual lo colocó en la posición 23, y lo clasificó para el evento por equipos representando a Galacia. Su equipo pasó a terminar en cuarto lugar. En Bangkok, en noviembre de 2013, compitió en el Campeonato Mundial de Tiro con Arco del IPC. Obtuvo la selección para competir en Bangkok luego de un evento de clasificación en España. Se clasificó a la primera ronda de clasificación. Terminó con una puntuación combinada de 679 en la calificación, que se ubicó en el octavo lugar de un total de sesenta competidores en su clasificación. La alta posición significó que fue puesto directamente en la ronda de 32, que era una categoría de tiro cara a cara. Allí conoció al tirador británico Maguire. Mientras estaba clasificado por encima de él, Rodríguez perdió por un punto y no avanzó más. En la competición por equipos, donde disparó con María Carmen Rubio, la pareja conoció por primera vez al equipo de Tailandia.